# Intel 4004
Intel 4004 là bộ xử lý trung tâm (CPU) 4 bit do Intel phát hành vào năm 1971. Với giá 60 USD, nó là vi xử lý được sản xuất thương mại đầu tiên trên thế giới, khởi đầu cho dòng vi xử lý Intel sau này.
Việc thực hiện hóa thiết kế chip sử dụng công nghệ cổng silicon MOS được bắt đầu vào năm tháng 4 năm 1971 bởi Federico Faggin, người lãnh đạo dự án cho đến hoàn tất vào năm 1971. Marcian Hoff phác thảo và đưa ra đề xuất cho kiến trúc ban đầu của chip vào năm 1969. Masatoshi Shima đóng góp cho phần kiến trúc và sau này là thiết kế logic. Con chip 4004 vận hành đầy đủ đầu tiên được giao cho một công ty ở Nhật Bản là Busicom Corp. để họ hoàn thành prototype cho máy tính 141-PF (hiện được trưng bày trong Bảo tàng Lịch sử Máy tính ở Mountain View, California).
Federico Faggin đã hoàn thành điều mà chưa từng ai đạt được trước đó: tích hợp một CPU đầy đủ vào một chip silicon thương mại nhỏ. Ông đã phát minh ra cách thiết kế và bố trí 2300 transisior logic ngẫu nhiên thành một chip duy nhất với tốc độ gấp 5 lần và mật độ gấp đôi, với chi phí chỉ bằng một nửa công nghệ cổng kim loại thời đó. Sự tích hợp chưa từng có này đạt được thông qua công nghệ quy trình mới mà ông đã phát minh ra tại Fairchild Semiconductors vào năm 1968, công nghệ cổng silicon MOS (SGT), mà ông cũng đã thiết kế vi mạch thương mại đầu tiên (Fairchild 3708). Để thiết kế Intel 4004, Faggin đã sử dụng SGT với hai phát minh mới của mình, "tiếp xúc chôn" và "tải bootstrap trong cổng silicon", giúp tạo ra tốc độ, công suất và chi phí cần thiết cho một bộ vi xử lý đa năng hữu ích.
4004 là mạch logic ngẫu nhiên đầu tiên được tích hợp trong một con chip duy nhất, sử dụng công nghệ cổng silicon MOS (bán dẫn oxit kim loại). Đó là thiết kế mạch tích hợp (IC) tiên tiến nhất được thực hiện cho đến thời điểm đó. Hoff, người đứng đầu bộ phận Nghiên cứu Ứng dụng của Intel, đã đưa ra một đề xuất kiến trúc bao gồm kiến trúc khối với một tập lệnh vào năm 1969, khi ông đang thảo luận với các kỹ sư của Busicom do Shima dẫn đầu và với sự hỗ trợ của Stan Mazor. Hoff và Mazor không phải là nhà thiết kế chip MOS và không tham gia vào quá trình thiết kế hoặc phát triển của 4004.